# Václav Vohralík
Václav Vohralík (ur. 24 stycznia 1892 w Brnie, zm. 6 czerwca 1985 w Sydney) – czechosłowacki lekkoatleta, średniodystansowiec.

## Kariera
Podczas igrzysk olimpijskich w Anwerpii (1920) pełnił funkcję chorążego reprezentacji Czechosłowacji. Wystąpił w biegu na 1500 metrów – w eliminacjach uzyskał najlepszy czas spośród wszystkich biegaczy, ustanawiając rekord kraju, w finale zajął 4. miejsce.
12 września 1925 w Pradze Vohralík ustanowił rekord Czechosłowacji w biegu na 5000 metrów – 15:42,4.

## Rekordy życiowe
- Bieg na 1500 metrów – 4:01,6 (1921)